# Adriana Sosnovschi
Adriana Sosnovschi (* 10. Januar 1998) ist eine ehemalige moldauische Tennisspielerin.

## Karriere
Sosnovschi spielte vor allem Turniere der ITF Women’s World Tennis Tour, wo sie zwei Titel im Doppel gewinnen konnte.
2016 trat sie für die Moldauische Billie-Jean-King-Cup-Mannschaft an. Dort hat sie bei einer Nominierung bei drei Einzeln und zwei Doppel eine Bilanz von vier Siegen und einer Niederlage, davon zwei Siege im Einzel und zwei im Doppel.

## Turniersiege

### Doppel
| Nr. | Datum             | Turnier | Kategorie   | Belag | Partnerin           | Finalgegnerinnen               | Ergebnis         |
| --- | ----------------- | ------- | ----------- | ----- | ------------------- | ------------------------------ | ---------------- |
| 1.  | 2. September 2017 | Antalya | ITF $15.000 | Sand  | Alexandra Pospelowa | Laura Escauriza Barbara Gatica | 7:62, 7:5        |
| 2.  | 23. November 2013 | Antalya | ITF $15.000 | Sand  | Vitalia Stamat      | Andreea Ghițescu Melis Sezer   | 6:3, 5:7, [10:8] |